# Stanislao Cannizzaro
Stanislao Cannizzaro (Palermo, 13 luglio 1826 – Roma, 10 maggio 1910) è stato un chimico e politico italiano.
È ricordato per la reazione di Cannizzaro e per il suo influente ruolo nelle deliberazioni sul peso atomico al Congresso di Karlsruhe.

## Biografia
Nato a Palermo nel 1826, era figlio di Mariano Cannizzaro, magistrato che nel 1826 era direttore generale della Polizia in Sicilia, e di Anna Di Benedetto. La sua famiglia era composta da dieci figli compreso lui, ultimo nato.

### Gli studi
Svolge i primi studi elementari in parte privatamente e in parte nelle prime classi del Ginnasio di Palermo, detto allora "Scuola normale". Perduto il padre il 21 marzo 1836, entra alla fine dello stesso anno nel Reale collegio-convitto Carolino Calasanzio. Ne esce durante l'epidemia colerica del 1837, nella quale perde due fratelli e lui stesso viene contagiato. Ripresi gli studi dopo una lunga convalescenza, si interessa di retorica, filosofia, lettere e matematica.
Nel 1841, all'età di appena 15 anni, si iscrive all'Università degli Studi di Palermo, allora avente medicina come unica facoltà scientifica, con l'intenzione di laurearsi nella stessa. Presto però, avendo frequentato per tre anni un corso di fisiologia tenuto da Michele Foderà, lega un'intima amicizia con quest'ultimo ed esegue sotto la sua direzione alcune ricerche sperimentali nella propria abitazione e in quella del maestro. Fu proprio lo studio della fisiologia a spingere Cannizzaro verso la chimica, di cui apprese i rudimenti per mano di E. Caronia nel 1842. Anche in questo caso, la mancanza di strutture adeguate lo costrinse a tentare i primi esperimenti chimici in casa propria. Questo aspetto spiega l'impegno da lui in seguito profuso nel dotare l'università in cui prestò servizio di strutture moderne e funzionali, dove gli studenti potessero esercitarsi.
Nel 1845 e nel 1846 si ferma a Napoli, prendendo parte al Congresso degli scienziati italiani. Alla fine del congresso, suscitate le attenzioni di illustri chimici, gli viene offerto da Raffaele Piria il posto di preparatore straordinario nel Laboratorio di chimica dell'Università di Pisa, che accetta per due anni accademici (1845-46 e 1846-47). Durante questo periodo riceve l'intera educazione chimica accanto ad allievi come Cesare Bertagnini e Sebastiano De Luca, con i quali vive una stagione di comune lavoro e di ideali scientifici e patriottici, sotto la guida dell'illustre maestro.

### La rivoluzione siciliana del 1848-49
Tornato in Sicilia nel 1847, durante il suo annuale periodo di vacanza, prende parte alla preparazione della rivoluzione avvenuta nel gennaio del 1848. Le idee antiborboniche avevano attecchito presso gli intellettuali siciliani, che accusavano la casa regnante non solo di malgoverno, ma anche di tradimenti nei confronti della Sicilia, ridotta dopo il Congresso di Vienna a mera provincia del Regno di Napoli, privata dell'indipendenza fino ad allora gelosamente custodita e defraudata non solo della costituzione siciliana del 1812, che le garantiva una certa indipendenza, ma anche dell'altra antichissima del tempo degli Aragonesi. Egli, nominato ufficiale d'artiglieria nell'esercito del nuovo Stato siciliano, volente leggi proprie e propria costituzione, è poi eletto alla Camera dei Comuni come deputato di Francavilla. Del parlamento siciliano è il più giovane e ne diviene quindi segretario. In tale sede prende più volte la parola fra il 5 maggio e il 7 settembre 1848. Egli richiede una radicale riforma della costituzione del 1812, propendendo per un maggiore coinvolgimento del popolo nella vita dello Stato: «Uomini nuovi esigono nuovi ordinamenti».
Sa conquistarsi la fiducia del governo rivoluzionario, che lo invia nel settembre del 1848 a Taormina per raccogliere forze cittadine contro l'avanzata delle truppe borboniche. Dopo l'armistizio del 13 settembre, Cannizzaro rimase a Taormina come commissario del governo rivoluzionario siciliano. Quando nel marzo 1849 viene rotto l'armistizio e si dimostra inutile ogni ulteriore forma di resistenza, Cannizzaro segue le altre truppe rivoluzionarie nella ritirata fino a Palermo. Il suo nome viene iscritto, insieme a quello di uomini come Francesco Crispi, Ruggero Settimo, Vincenzo Fardella di Torrearsa, Giuseppe La Farina e Vincenzo Errante, nelle liste di proscrizione, per cui il 23 aprile 1849, caduta la rivoluzione siciliana, viene condannato a morte e costretto a imbarcarsi su una fregata indipendente, lasciando l'isola alla volta di Marsiglia.

### L'esilio in Francia e nel Regno di Sardegna
Va così in esilio. Raggiunge Lione dove studia le industrie e alla fine di ottobre si trasferisce a Parigi e qui opera presso il laboratorio di Michel-Eugène Chevreul, dove lavora con François Stanislas Cloëz e riesce a ottenere nel 1851 la cianammide. Assiste anche ad alcune sperimentazioni effettuate da Edmond Frémy nel laboratorio di Gay-Lussac e frequenta regolarmente le lezioni di Henri-Victor Regnault sulla calorimetria, al Collège de France.
Nel novembre 1851 ottiene la cattedra di chimica e fisica al Collegio Nazionale di Alessandria. Qui, nel 1853, disponendo di un piccolo laboratorio per le dimostrazioni sperimentali, scopre quella che ora è nota come reazione di Cannizzaro: le aldeidi aromatiche, in una soluzione alcolica di idrossido di potassio, dismutano in una miscela di acidi e alcoli corrispondenti: ad esempio, la benzaldeide si decompone in acido benzoico e alcol benzilico.
Nel 1855 viene chiamato dal ministro della pubblica istruzione del Regno di Sardegna Giovanni Lanza alla cattedra di chimica dell'Università degli Studi di Genova. In quegli anni sente la pressione del maestro Piria e di tutta la comunità scientifica italiana, che attende il giovane scienziato al varco di una prova che possa testimoniare le sue doti di chimico. La realtà è però sconfortante, poiché a Genova si scontra con una totale assenza di strutture per la ricerca scientifica e la cronica indifferenza della burocrazia ministeriale verso tali problemi. Soltanto nell'anno successivo riesce ad ottenere un nuovo locale per poter continuare le proprie ricerche.
La sua produzione però si mantiene molto scarsa fino al 1857; solo alla fine di quell'anno compare una breve nota sulla rivista «Nuovo Cimento», unico indizio delle meditazioni di Cannizzaro poi sfociate nella stesura del suo fondamentale Sunto di un corso di filosofia chimica. Quest'opera nasce sostanzialmente dall'esigenza didattica di chiarire a sé stesso e ai propri studenti concetti e principi sui quali fino ad allora regnava la più assoluta confusione. Non è un caso che abbia affermato: «Io non ebbi veramente l'ambizione di proporre una riforma, non ebbi altro scopo che quello pedagogico». È proprio la validità didattica della sua teoria a spingerlo a comunicarne i risultati al mondo scientifico. L'opera, pubblicata nel 1858, costituisce un fondamentale contributo ai fondamenti della chimica. Infatti per la prima volta viene formulata una precisa teoria atomica: basandosi sul principio di Avogadro, viene enunciata la regola, ora nota come regola di Cannizzaro, che permette la determinazione del peso atomico di un elemento chimico. Cannizzaro espone in seguito queste sue idee sull'atomo e sulla costituzione dei corpi al Congresso di Karlsruhe (1860), dove è presente anche Mendeleev.

### Il ritorno in Sicilia
Nell'estate del 1860, dopo l'ingresso di Garibaldi a Palermo, rientra nella sua città natale per rivedere la madre e le sorelle e per prestare la sua opera nel governo dittatoriale e in ottobre è nominato membro del "Consiglio superiore di istruzione pubblica per la Sicilia". Dopo aver rifiutato di insegnare a Pisa e a Napoli, nell'ottobre 1861 occupa la cattedra di chimica organica e inorganica all'Università degli Studi di Palermo e il ruolo di Direttore Gabinetto di Chimica inorganica e organica.  Qui, per dieci anni, fino al 1871, studia i composti aromatici e le ammine. Nel 1865 diviene socio dell'Accademia nazionale delle scienze. Dal 1866 al 1868 ricopre l'incarico di rettore dell'Università di Palermo. Durante l'epidemia di colera a Palermo del 1866-67 è direttore dell'Ufficio Sanitario comunale, composto dai medici Domenico Palazzotto senior, Vincenzo Abate, Bernardo Salemi, Saverio Giacoma, Filippo Bianca, Michele De Franchi, Pietro Cervello e Giuseppe Furitano.

### Vice presidente del Senato

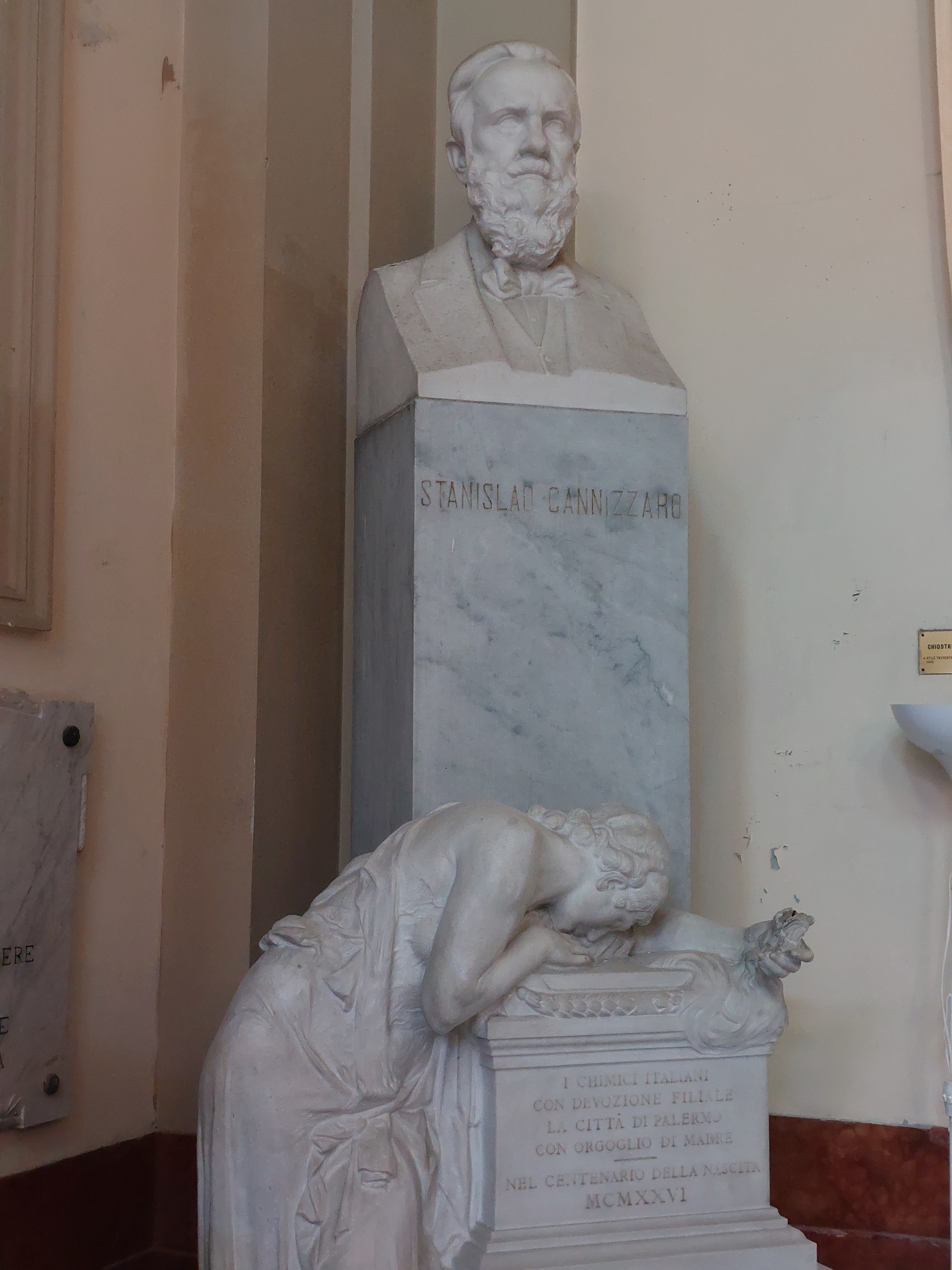
Monumento a Stanislao Cannizzaro nella chiesa di San Domenico (Palermo)

Nel 1871 ottiene una cattedra di chimica all'Università di Roma e viene nominato senatore per i suoi meriti scientifici. Del Senato del Regno diventa vicepresidente dal 1886 al 1897 e dal 1898 al 1904. In seguito, come senatore e come membro del Consiglio per la pubblica istruzione, rende importanti servigi alla causa dell'educazione scientifica in Italia.
È tra i fondatori, nel 1870, della rivista scientifica Gazzetta Chimica Italiana, di cui diviene direttore. Nel 1873 diventa socio dell'Accademia dei Lincei. Nel 1891 vince la Medaglia Copley per i suoi lavori scientifici. Dal 1902 al 1903 è Vicepresidente del Consiglio superiore della pubblica istruzione. Direttore dell'Istituto di chimica della Sapienza di Roma, lascia la cattedra universitaria solo nel 1909.
Muore a Roma nel 1910. Nel 1926 la sua salma è stata traslata nella chiesa di San Domenico a Palermo, che ospita i più illustri siciliani. Il monumento in suo onore è opera dello scultore Giovanni Nicolini.
Il cratere Cannizzaro, sulla Luna, è stato così battezzato in suo onore. La frazione Cannizzaro nel comune di Aci Castello prende il nome dalla omonima e facoltosa famiglia, che nella prima metà del Settecento acquistò in feudo gran parte dell'attuale territorio.

## Legge degli atomi o "regola di Cannizzaro"
Se nella chimica organica emerse come abile e attento sperimentatore, nella chimica generale egli soprattutto mostrò il suo acume critico e la sua intelligenza creativa. La regola di Cannizzaro servì anche a dare la giusta importanza alla legge di Avogadro. Cannizzaro iniziò a fare esperimenti sulla determinazione dei composti, dei loro rapporti minimi all'interno di una molecola e soprattutto cercò di calcolare il loro peso atomico. Capì che l'idrogeno in natura è composto come molecola biatomica e così iniziò a studiarne le altre, tenendo le molecole alla medesima temperatura così da verificare il principio di Avogadro, fino ad allora non verificato universalmente.
Rapportò il peso di ogni volume di gas al peso che poteva corrispondere a un egual volume di idrogeno, ottenendo così i numeri che potevano rappresentare i pesi molecolari dei rispettivi gas presi singolarmente. Cercò di approfondire ulteriormente la sua ricerca con un successivo esperimento che lo portò a determinare i pesi dei vari composti con una precisione tale da raggiungere la cifra centesimale; riuscì addirittura a dedurre il peso atomico di ogni elemento che apparteneva al composto preso in esame.
(Cannizzaro, 1858)

## Opere

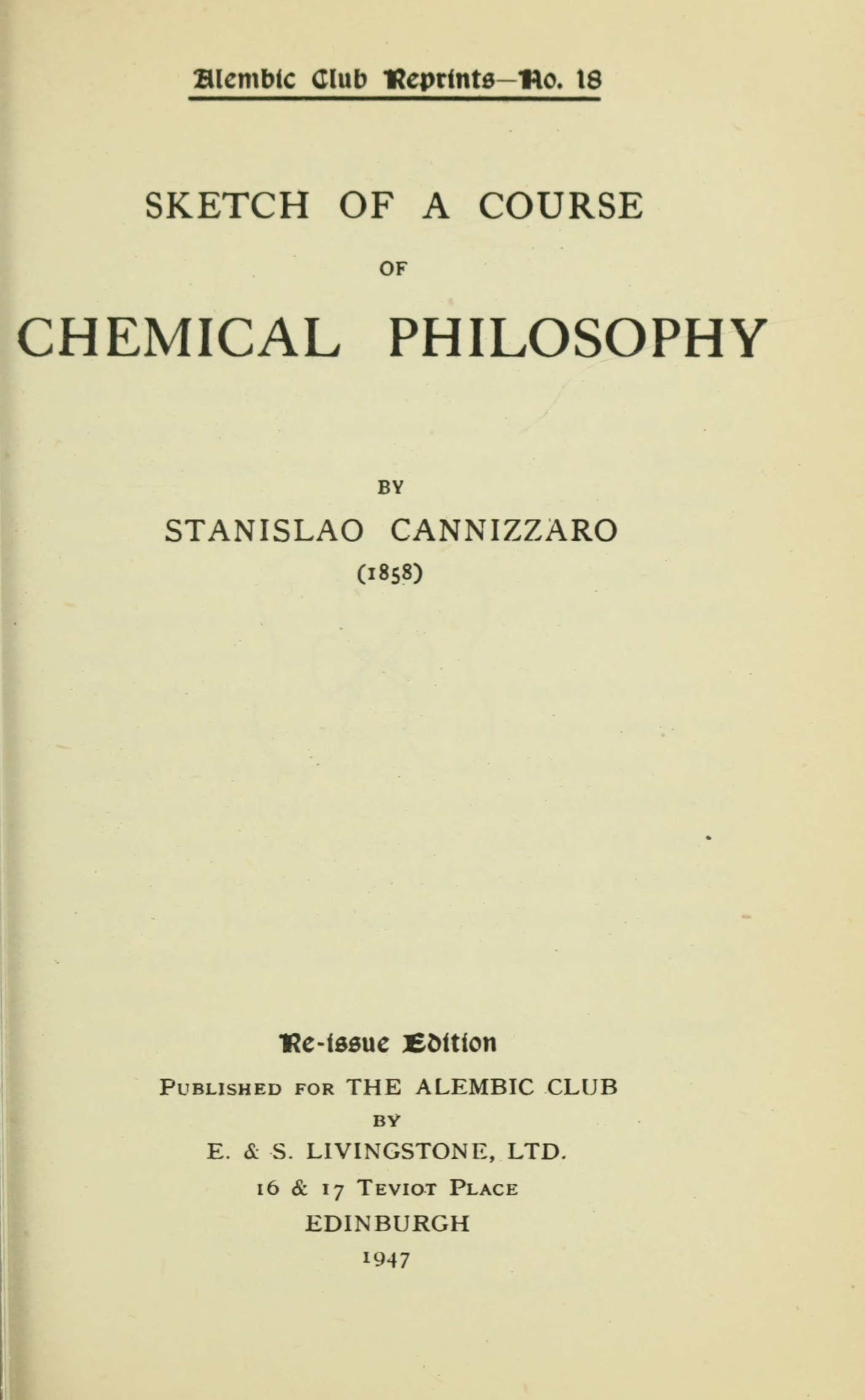
Sketch of a course of chemical philosophy (traduzione inglese di Sunto di un corso di filosofia chimica), 1947

- Sunto di un corso di filosofia chimica, Genova, 1858.
  - (EN) Sketch of a course of chemical philosophy, Edinburgh, Livingstone, 1947.
- Scritti intorno alla teoria molecolare ed atomica ed alla notazione chimica, "Lo Statuto" (Palermo), 1896, disponibile in Gallica.
- Scritti vari e lettere inedite nel centenario della nascita, Roma, 1926.
- Sunto di un corso di filosofia chimica fatto nella R. Università di Genova e Notizie storiche e considerazioni sull'applicazione della teoria atomica alla chimica, in: Stanislao Cannizzaro, La teoria atomica e molecolare, a cura di Antonio Di Meo; Roma, Edizioni Teknos, 1994.

## Onorificenze
- Decreto di conferimento della medaglia d'argento per meriti sanitari per l'opera prestata durante il colera a Palermo
- Diploma di onorificenza francese per la pubblica istruzione

## Riferimenti nella cultura di massa
- Nel numero 2916 di Topolino compare nella storia Qui Quo Qua e la grande storia della chimica dei paperi.